# Vera Álvarez
Vera Alejandra Álvarez (Mar del Plata, 2 de febrero de 1976) es una ingeniera, divulgadora científica, docente e investigadora argentina. Es miembro del Consejo Nacional de Investigaciones Científicas y Técnicas (CONICET), del Centro Científico Tecnológico Mar del Plata, del INTEMA y del INQUISUR. Dirige la delegación Mar del Plata del CONICET. También se desempeña como profesora de la Universidad de Mar del Plata y ocupó el cargo de subsecretaria de Vinculación y Transferencia Tecnológica (2020-2022). Por su trayectoria en la investigación y el desarrollo en el campo de los nanomateriales se convirtió en la presidenta de la Fundación Argentina de Nanotecnología.

## Carrera
Vera Álvarez se formó en Ingeniería de materiales en la universidad de su localidad natal. Diseña materiales biodegradables y ecológicos para solucionar problemas relativos a la contaminación. Ha afirmado en una entrevista que busca favorecer «el desarrollo socioeconómico» de su país.
En 2019 ganó el tercer puesto del premio Premio InnovaT por el proyecto UNIBIO: Plataforma tecnológica para el desarrollo de bioagroinsumos que, según sus palabras, tiene la finalidad de «desarrollar compuestos de alto valor industrial a partir de desechos marinos con potencial aplicación en agricultura inicialmente y en otros campos, tales como biomedicina, cosmética e industria textil, a largo plazo». El proyecto también busca reducir el uso de agroquímicos. Dicho emprendimiento estuvo dirigido por Álvarez junto a Claudia Casalongué y un equipo interdisciplinario.
A partir de mayo de 2020, durante la pandemia de COVID-19, comenzó a desarrollar, junto con Verónica Lassalle, un polímero natural que impide la propagación del SARS-CoV-2 en la tela, a partir del exoesqueleto de ciertas especies de crustáceos. Este desinfectante y antiviral serviría, además, para inhabilitar otros agentes patógenos, como hongos o bacterias. Álvarez y Lassalle le dieron otro enfoque a la investigación que estaban llevando a cabo y la reorientaron hacia la profilaxis del COVID-19.
Se estima que, a largo plazo, este gel podría ser usado en la vida cotidiana, aunque al principio quedaría reservado para los trabajadores de la salud. Este proyecto fue seleccionado por la Agencia I+D+i, junto con otros 64, en una convocatoria específica para combatir la enfermedad por coronavirus; dicha institución es la que financia el proyecto. En agosto de 2020 el equipo que dirige Vera Álvarez fue elegido para abastecer y producir equipos protectores para el personal sanitario en instituciones argentinas de salud pública.
En noviembre de 2020 ganó en la categoría Premio el reconocimiento de L'Oreal-UNESCO “Por las Mujeres en la Ciencia”, que en esta edición estaba enfocado en «Ciencias de la Materia». Su proyecto fue el Desarrollo de geles, films y recubrimientos poliméricos para la elaboración de materiales de protección y de inactivación del COVID-19 de distintas superficies.
Desde agosto de 2023 dirige el CONICET Mar del Plata, lo que la convierte en la primera mujer en ese puesto.
En 2023 fue distinguida con el premio Konex de Platino por su trabajo en la última década en Nanociencias y Química Analítica.

## Premios y reconocimientos
- 2010: premio Álvaro Barba en Ingeniería de los Materiales. Academia Nacional de Ciencias Exactas, Físicas y Naturales (ANCEFN).[6]
- 2012: premio Humberto Ciancaglini. Academia de Ingeniería de la Provincia de Buenos Aires.[6]
- 2014: premio Antonio Marín. Academia Nacional de Ingeniería (ANI).[6]
- 2015: premio Fundación Bunge & Born.[6]
- 2016: premio Bernardo Houssay. Ministerio de Ciencia y Técnica. (MINCyT).[18]
- 2018: mención L'Oréal-CONICET.[2]
- 2018: Innovación Tecnológica. Academia Nacional de Ciencias Exactas, Físicas y Naturales.[2]
- 2019: 25 años Fundación Innova-T.[2]
- 2020: premio L'Oréal-CONICET Por las Mujeres en la Ciencia.
- 2023: premio Konex de Brillante. Fundación Konex.[20]